# 前田昌利
前田 昌利（まえだ まさとし）は、日本のチェリスト。東京都出身。
SAKUYAグランド・オーケストラ代表、常葉大学短期大学部音楽科特任教授、音楽科科長。

## 概要
幼少よりヴァイオリンを学び、その後桐朋学園に入学。チェロを鈴木聡、室内楽・オーケストラを斉藤秀雄の各氏に学ぶ。
在学時代から東京交響楽団と契約を結んで演奏活動を行い、卒業後は松任谷由実、伊勢正三、長谷川きよし等とステージ活動を行った。
1992年より4年間「東京ニューフィルハーモニック管弦楽団」の客員首席チェロ奏者を務めながら、室内楽、ソロの分野でも裾野を広げ、メトロポリタン・チェロ・アンサンブルや、バルトーク弦楽四重奏団とも共演した。
1987年から20年間、静岡交響楽団(現富士山静岡交響楽団)の首席チェロ奏者として活動。
2003年からピアニストの大楽勝美とDAIRAK SUPER TRIOを結成し、チェロ・作曲・編曲を担当。

## 来歴
前田は1947年11月23日、東京都新宿区に長男として産まれる。父親はサラリーマン、母親も専業主婦と、ごく普通の家庭だった。7歳の時に音楽好きだった父親に連れられ、近くのヴァイオリン教室でヴァイオリンを学び始める。12歳の頃にはマックス・ブルッフのヴァイオリンコンチェルトを演奏するまでになったが、本人はあまりヴァイオリンが好きではなく、練習も父親になかば強制的にやらされていた。
少年時代の前田は音楽家を目指す少年というより、反抗心の強いわんぱく少年で、昭和初期の時代にどこにもいた貧しい家庭のガキ大将だった。母親は、前田のために近所や学校に頭を下げて回る日が数えきれなかったという。
12歳の時に本格的に音楽を学ぶために「桐朋学園こどものための音楽教室」に入室するが、そこでチェロの鈴木聰と出会いチェロへの転向を勧められる。鈴木聡はフランスでチェロの巨匠アンドレ・ナヴァラに師事し、NHK交響楽団の首席奏者を経て桐朋学園の教授をしていた。前田は鈴木聡のチェロの音色に魅せられてチェロへの転向を決意して、鈴木聡門下となった。桐朋学園の音楽教室に入室したが、家にピアノもなかった前田は、裕福な家庭で才能教育を受けてきた子供たちとのギャップが大きくてなかなか友人も出来なかった。
その後、高校の音楽科に進学して、尾高忠明、井上道義、藤原浜雄 、堤俊作、菅野博文、松波恵子など日本を代表する音楽家たちと机を並べることになるが、ここでもブルジョワ的な桐朋学園の校風に馴染むことは出来なかった。真に心を許せる友人もできないまま比較的孤独な青春を過ごした前田は、ある日校内の図書室で聴いたエクトル・ベルリオーズ作曲「幻想交響曲」のドラマチックな内容に心を奪われ、高校の3年間エクトル・ベルリオーズに夢中になってのめり込んでいった。
高校を卒業すると桐朋学園は自動的に大学への進学になるが、前田にとって音楽大学はあまり居心地の良い場所ではなかった。まだ大学が創設されて間もない桐朋学園では、実技の点数が高い学生には、実技とオーケストラの授業のみで大学生と同じ待遇を受けられる聴講科が当時設定されており、前田は大学の聴講科に進んだ。
たっぷり時間のある学生生活となって大いにチェロの練習に励むところであるが、生来の怠け癖で遊び惚けてしまう。師匠から音楽コンクールを受けるようにといわれたが、音楽に順位をつけることなどに抵抗があり、アンチコンクール派であった前田は師匠と大喧嘩をしてしまう。この頃の前田は、ともかく早く大学を卒業して仕事がしたかった。
しかし、卒業の年を迎えた1969年に「桐朋学園ヨーロッパ演奏旅行」のメンバーに選出されると、卒業を1年間伸ばしてこの演奏旅行に参加した。2か月間でソビエト連邦、ポーランド、チェコスロバキア、ハンガリー、ユーゴスラビア、ブルガリア、イタリア、オーストリア、スイス、西ドイツ、イギリス、オランダ、フランスのヨーロッパ各地を回る演奏旅行は大いなる魅力であったからだった。実際この演奏旅行は大変な刺激をもたらしてくれた。
帰国後、東京交響楽団と契約を結んで演奏活動を行うが、自由な音楽家を目指していた前田は、オーケストラの組織がどうしても好きになれずに一年で退団してしまう。その後、桐朋学園大学の先輩である作曲家の薗広昭に誘われてスタジオ・ミュージシャンの道に進む。初めて弾いたソロはザ・タイガースの「花の首飾り」で、クラシックと違うミュージシャンとの共演はすごく新鮮だった。まだシンセサイザーのなかった時代は録音もステージも生演奏が中心だったので、すぐに売れっ子のチェリストとなって、当時隆盛を極めたフォークソングのグループ「風」の全国ツアーに参加した。クラシック音楽の堅苦しい世界から、自由闊達な音楽の世界に触れて、前田は求めていた音楽の世界を見つけたと実感した。
1973年に桐朋学園の後輩であったピアニストである遠藤恭子と結婚。1児をもうけた。
スタジオの世界でも弦楽器の同世代の仲間たちが多くなり、彼らと共に「トマト・ストリングス」を結成して活動すると、業界の評判となってスタジオ・ミュージシャンの活動は超多忙を極めた。前田はチェロのテクニック向上心も旺盛で、NHK交響楽団首席奏者だった徳永兼一郎にレッスンを受けるなどして研鑽に励んだ。この頃からフォークソングで活動していた若い編曲家たちと多くの仕事をするようになる。ベースの岡沢あきら、ドラムの渡嘉敷祐一、パーカッションの斉藤ノヴなど、多くのリズムセクションのメンバーとも親しくなり、彼らからクラシック以外の音楽知識を豊富に学んでいった。この頃に前田が心を許して親しくなり、生涯にわたって交流をしたヴァイオリニストが白井英治である。白井は高度なテクニックを持っていたが決してそれを派手にひらけかすような演奏をしなかった。物静かでありながら、正確にしっかりと強い自己主張をする白井のヴァイオリン演奏から前田は多くのものを学んだ。
20代後半に盲目の歌手・長谷川きよしのバックバンドのメンバーに加わり、ギター、フルート、パーカッションと4人のバンドで彼の全国ツアーの活動を数年にわたって行った。
演歌歌手の千昌夫ともレコーディングを通じて親しくなり、生涯にわたって友好関係を続ける。CM、テレビ番組のソロ録音。フラメンコダンスとの異色のコラボステージ。
30代には、歌手・金子由香利とシャンソンのステージを数年間にわたって続けた。
この時期が前田にとって、最もさまざまな異なるジャンルの音楽を吸収した時代といえる。しかし音大時代に学んだテクニックが全く通用しないことも多く、乗り越えるために新たなテクニックの習得に没頭することも多かった。

その後、時代はシンセサイザーの発達などで、スタジオの世界も新旧交代が激しくなり、前田は40代半ばに、同級生であり指揮者として活動していた堤俊作からの誘いで「東京フィルハーモニー交響楽団」の客員首席チェロ奏者を務めることになり、再びクラシック演奏家としての仕事に戻った。このオーケストラではバレエ音楽が中心的な仕事であり、松山バレエ団、日本バレエ協会等のステージを多く演奏した。もともとあまり好きではなかったオーケストラの活動だったが、初めてのバレエの踊りのステージとオーケストラの中でのソロ演奏は、それまでとは違った緊張感の中での演奏で、多くの経験を学ぶことになった。このオーケストラの活動は4年間続いた。
このオーケストラの活動と重なって、妻の実家のある静岡県からプロのカペレ静岡（後の静岡交響楽団）というオーケストラからも要請があり、東京と静岡を往復しながらの演奏活動にも参加していく。
住まいを横浜市青葉区に移し、演奏活動と共に徐々にチェロの指導にも力を入れていった。チェロの指導者として、青葉区の公会堂で2000年から毎年チェロフェスタと銘打って大きなチェロの発表会を行った。この間に優れた弟子がたくさん育ったが、時代の流れで音大に進む生徒は少なかった。前田の生徒の中で唯一チェリストの道を目指したのは、友人のヴァイオリニスト白井英治の娘、彩である。

室内楽の活動も活発に行い、メロポリタン・チェロ・アンサンブルや、バルトーク弦楽四重奏とも共演した。さらに2003年からは友人のヴァイオリニスト深山尚久と、北海道のピアニスト大楽勝美氏とピアノトリオを組み、「DAIRAK SUPER TRIO」と命名して数年にわたって演奏活動を続けた。TRIOの作曲や編曲も担当した。北海道各地で行われた室内楽講習会を中心に、演奏公演を行い、静岡、横浜でも演奏会を開催した。
この間に、知床半島を演奏旅行中に受けた感動をもとに歌曲「永遠の知床」を作曲。2010年には北海道を題材にしたピアノ三重奏曲「女満別の四季」を作曲。DAIRAK SUPER TRIOとしてCDをリリースした。

ピアニストの妻、恭子とのDuoの演奏活動も頻繁に行うようになり、チェロ奏者としての目標であった小品演奏家を目指すようになる。前田は大学生時代に触れたピエール・フルニエの小品演奏から受けた感銘が大きく、派手なテクニックをひらけかさずに聴衆の心に訴えかける演奏が自身の演奏の目標となっていた。
2007年に前田と恭子は、日本ではあまり演奏されることの少ないバロックのチェロ曲を集めて『美・バロック』というCDを制作した。
2012年には恭子のプロデュースで、オペラのアリアをチェロで演奏するCD制作に着手。楽曲のキーもそのままにアレンジも加えず弾くというシンプルな演奏で心に訴えかけることに挑戦した。このCDは「無言歌」というタイトルでAmazon.comなどのインターネットで販売された。
静岡では「カペレ静岡」が指揮者の堤俊作を音楽監督に迎えて、名前を「静岡交響楽団」と改名して静岡県初のプロのオーケストラとして活動をするようになった。
前田はインスペクターと首席チェロ奏者として本格的に活動に参加するようになった。この横浜と静岡の二足のわらじの音楽活動は約20年間続いた。
2011年に静岡交響楽団を定年退職すると、静岡県の常葉大学短期大学部の音楽科特任教授に就任。科長も兼務した。
前田は音楽科の学生たちの就職活動を支援する中で、静岡県内に若い音楽家が育っていかないことへの実態に危機感を感じた。県内には若い音楽家の活動する場が非常に少なく、優秀な成績で卒業してもプロの演奏家として育つ土壌がない。力のある学生は大都市に出て行ってしまう。前田は静岡交響楽団以外にもプロの楽団の必要性を考えるようになった。2014年に発起人となり、クラシックとは別のジャンルのオーケストラを立ち上げ、名前を「SAKUYAグランド・オーケストラ」と命名した。地元富士山の守り女神であるコノハナサクヤ姫から名前を拝借し、自ら曲も書きチェロも演奏し代表も務めた。
前田が目指すこの楽団のもうひとつの目的は、静岡県内の高齢者を元気にすることにあった。発端は大学の研修会で脳科学者の茂木健一郎の講演を聞き、生演奏が脳に与える重要性を学んだことだった。日本の高齢社会にあって高齢者が幸せを享受できる場を作り出すことは絶対に必要であると前田は考えていた。楽団は常葉大学短期大学部音楽科の卒業生たちをオーディションしてスタート。静岡県内の各地を演奏活動した。編曲はすべて前田が自分で行い、赤字はポケットマネーで補った。
この楽団の音楽づくりに大きく影響を与えたのが、前田がスタジオ・ミュージシャン時代に共演した、さまざまなジャンルの音楽家たちとの演奏経験だった。演奏は心に響くという点において、ポップス音楽もジャズも演歌もシャンソンもロックも、王道といわれるクラシック音楽とは何ら差はなく、音楽のジャンルに垣根はないというのが前田の音楽観だった。
前田はこの活動の中で高齢者を元気づけようと「歩いてみませんか」という曲を作曲し、佐藤美奈子の歌で毎回のようにステージで演奏した。前田が設立したSAKUYAグランド・オーケストラは、中部電力の応援も受けて、身体障害者や高齢者の施設を訪問演奏したりして積極的な活動を続けていたが、2020年に新型コロナウイルスが蔓延し、すべての活動がストップしてしまった。しかし前田はYouTubeを駆使して、触れられなくなった生徒や聴衆への活動を続けた。
2022年に文化庁の応援を受けて活動を再開。その後、静岡市、浜松市、富士市と演奏会を開催しながら、さらなる県内の高齢者への心の応援を目指して「音楽の贈り物をする会」を立ち上げ、コンサート開催への支援の輪を広げるべく活動を続ける。

## 主な参加作品
- CHAGE and ASKA 「風舞」[2]
- 松任谷由実 「紅雀」[3]・「SEASONS COLOURS -秋冬撰曲集-」
- 長谷川きよし　「街角」

## 自主制作作品
- 女満別の四季
- 美・バロック
- 無言歌
- 四季
- Voyage
- ピアノ曲「追憶」
- 歌曲「永遠の知床」
- 歌曲「歩いてみませんか」
- 歌曲「卒業」
- チェロ小品「青いターバンの少女」
- 歌曲「ほろほろの」
- 歌曲「月夜」